# 伊木八郎
伊木 八郎（いき はちろう、生没年不詳）は、新選組隊士。
大阪の出身といわれる。文久3年（1863年）秋以降に新選組へ入隊。
元治元年（1864年）6月5日の池田屋事件では、土方歳三の隊（井上源三郎、松原忠司の隊とも）に所属し、屋外の守備を担当した。後に15両の褒賞金を得ている。同年12月の編成では、松原忠司の七番大炮組に所属し、慶応2年（1866年）の三条制札事件では原田左之助らと共に、土佐の藤崎吉五郎を斬り、15両の恩賞金を得た。
慶応3年（1867年）6月10日の幕府召抱えでは平同士として名を連ねるものの、同年の12月までに脱走したとされる。以降の消息は不明。